# Serrières (Saona i Loara)
Serrières – miejscowość i gmina we Francji, w regionie Burgundia-Franche-Comté, w departamencie Saona i Loara.

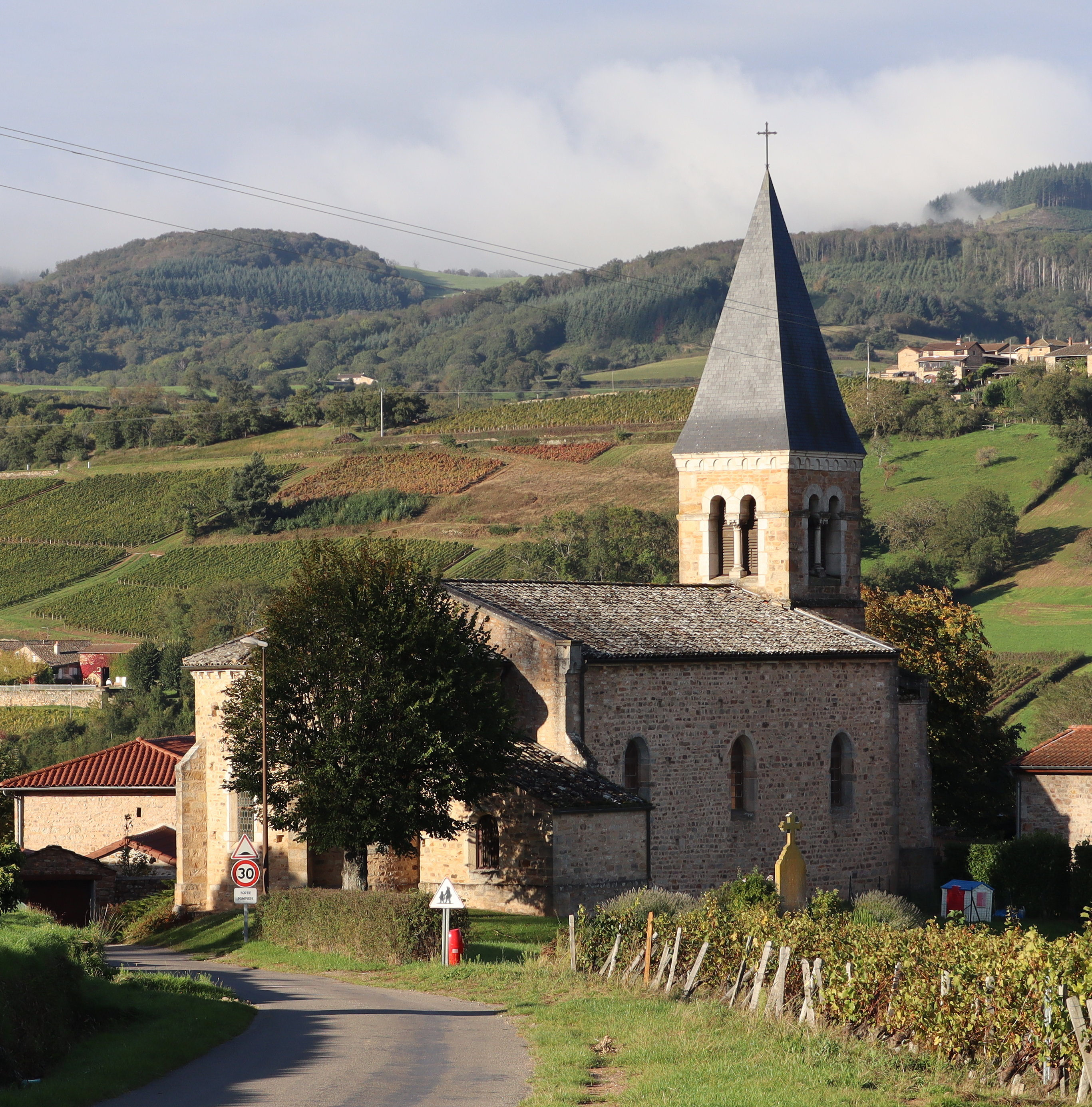
Église Saint-Jacques-le-Majeur

Według danych na rok 1990 gminę zamieszkiwało 266 osób, a gęstość zaludnienia wynosiła 27 osób/km² (wśród 2044 gmin Burgundii Serrières plasuje się na 647. miejscu pod względem liczby ludności, natomiast pod względem powierzchni na miejscu 940.).